# Luigi Zuppani
Luigi Zuppani (Sedico, ottobre 1750 – Belluno, 26 novembre 1841) è stato un vescovo cattolico italiano.

## Biografia
Nato nell'ottobre 1750, fu ordinato sacerdote il 17 dicembre 1774.
Vicario capitolare della diocesi di Belluno, il 23 agosto 1819 fu nominato vescovo delle diocesi aeque principaliter unite di Belluno e Feltre. Ricevette l'ordinazione episcopale il successivo 24 ottobre a Venezia, nella basilica dei Santi Giovanni e Paolo, per l'imposizione delle mani del vescovo Giovanni Pietro Martino Pellegrini, vescovo titolare di Paleopoli di Asia ed ausiliare di Udine, co-consacranti i vescovi Emmanuele Lodi, vescovo di Udine, e Giuseppe Manfrin Provedi, vescovo di Chioggia.
Morì il 26 novembre 1841 all'età di 91 anni.

## Genealogia episcopale
La genealogia episcopale è:
- Cardinale Scipione Rebiba
- Cardinale Giulio Antonio Santori
- Cardinale Girolamo Bernerio, O.P.
- Arcivescovo Galeazzo Sanvitale
- Cardinale Ludovico Ludovisi
- Cardinale Luigi Caetani
- Cardinale Ulderico Carpegna
- Cardinale Paluzzo Paluzzi Altieri degli Albertoni
- Papa Benedetto XIII
- Papa Benedetto XIV
- Papa Clemente XIII
- Cardinale Giovanni Francesco Albani
- Cardinale Carlo Rezzonico
- Patriarca Federico Maria Giovanelli
- Vescovo Giovanni Pietro Martino Pellegrini
- Vescovo Luigi Zuppani